# Uta-Renate Blumenthal

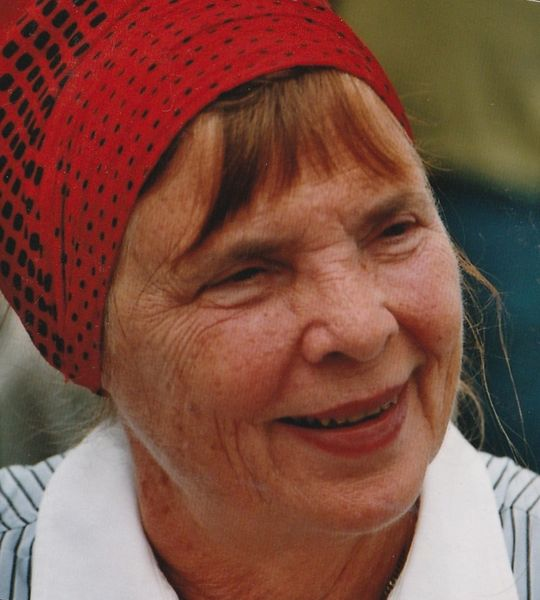
Uta-Renate Blumenthal, aufgenommen von Werner Maleczek auf dem Internationalen Kongress für mittelalterliche Kanonistik in Washington 2004

Uta-Renate Blumenthal (geboren am 5. Dezember 1935 in Berlin; gestorben am 2. August 2025 in Essex, Vermont, Vereinigte Staaten) war eine deutsche Historikerin.
Uta-Renate Blumenthal studierte Geschichte an der Columbia University. 1969 erfolgte der Bachelor, 1970 der Master mit der Arbeit The Merchants of Almein in 14th-century England. Den Ph.D. erhielt sie 1973 mit der Arbeit The Councils of Pope Paschal II. 1979 war sie Visiting Professor an der University of Virginia. Von 1973 bis 1979 fungierte sie als Assistant Professor an der Vanderbilt University. Von 1979 bis 1988 war sie Associate Professor an der Catholic University of America, 1988 zudem Gastprofessorin an der Universität Heidelberg. Von 1988 bis 2007 lehrte Blumenthal dann als ordentliche Professorin an der Catholic University of America. Sie war Mitglied in der Medieval Academy of America, der American Historical Association und der American Catholic Historical Association; erstere wählte sie 2017 auch zum Fellow, bei letzterer amtierte sie 1997 als Präsidentin.
Ihre Forschungsschwerpunkte waren die Kirchengeschichte und das Kirchenrecht im 11. und 12. Jahrhundert (vor allem auf Basis der handschriftlichen Überlieferung), insbesondere der Investiturstreit und Papst Gregor VII., aber auch die Konzils- und Liturgiegeschichte des Hochmittelalters. Ihre Biographie Gregors VII. aus dem Jahr 2001 gilt als deutschsprachiges Standardwerk zur Geschichte dieses Reformpapstes. Darin vertritt sie gegen eine seit den Ausführungen Paul Scheffer-Boichorsts als unumstößlich geltende Forschungsmeinung die Ansicht, Gregor VII. sei kein Mönch, sondern vielmehr Regularkanoniker gewesen. Ihre These untermauerte sie durch die Untersuchung der Beziehungen Gregors VII. zu einzelnen Kanonikern und Kanonikerstiften.

## Schriften (Auswahl)
- Gregor VII. Papst zwischen Canossa und Kirchenreform. Wissenschaftliche Buchgesellschaft, Darmstadt 2001, ISBN 3-89678-198-7 (Rezension).
- Papal reform and canon law in the 11th and 12th centuries (= Variorum Collected Studies Series. Bd. 618). Ashgate/Variorum, Aldershot u a. 1998, ISBN 0-86078-695-1 (gesammelte Aufsätze).
- Der Investiturstreit. Kohlhammer, Stuttgart 1982, ISBN 3-17-005899-1.
- The early councils of Pope Paschal II. 1100–1110 (= Studies and texts. Bd. 43). Pontifical Inst. of Mediaeval Studies, Toronto 1978, ISBN 0-88844-043-X.